# Moll
Mit Moll (von lateinisch mollis ‚weich‘) wird seit dem 17. Jahrhundert und ausschließlich in der deutschsprachigen Musiktheorie ein Tongeschlecht bezeichnet, dessen primäres Merkmal eine kleine Terz über der Finalis bzw. dem Grundton ist. Diese Bezeichnung kann sich im modernen Sprachgebrauch auf eine Tonart, eine Tonleiter oder einen Akkord beziehen.
Moll bildet mit Dur ein Begriffspaar und teilt dessen Benennungs- und Bedeutungsgeschichte. Die Gesamtheit aller Dur- und Molltonarten nennt man auch Dur-Moll-System. Dieses löste im 17. und 18. Jahrhundert das System der Kirchentonarten ab.
- Dur:
- Moll:

## Terminologie
Im deutschsprachigen Raum und in einigen anderen Ländern wird die durch die Spannung der Stimmbänder oder die Saitenspannung von Musikinstrumenten durch Interozeption oder den Tastsinn sinnlich erfahrbare Qualität unterschiedlicher Terzen durch ihren absolut als „weich“ oder „hart“ wahrgenommenen Spannungszustand beschrieben. Die im Gegensatz zur Durterz als „weicher“ wahrgenommene kleine Terz über dem Grundton wird daher auch Mollterz genannt, was im Deutschen zur Charakterisierung des Tongeschlechts mit kleiner Terz als Moll geführt hat.
Im Gegensatz dazu bezieht sich der Sprachgebrauch anderer Länder oftmals auf die als relativ wahrgenommenen Differenzen der beispielsweise bei gleicher Saitenspannung im Verhältnis zur Durterz geringeren Saitenlänge oder der bei identischen Saitenlängen geringeren Saitenspannung der Mollterz, was sich in der Verwendung von Komparativen zur Benennung des Mollgeschlechts, wie französisch mode mineur, englisch minor, italienisch modo minore, spanisch modo menor (‚kleiner, geringer‘) niederschlägt. Im asiatischen Kulturraum wird zur Benennung unter anderem die Dimensionierung (chinesisch 小调 xiǎodiào ‚kleine Tonart‘) oder Länge (japanisch 短調 tanchō ‚kurze Tonart‘) von Stimmpfeifen herangezogen.

### Sprache und Denken
Trotz der in unterschiedlichen Musikkulturen teilweise unterschiedlichen Perspektiven, die sich auch in der Etymologie der jeweiligen musikalischen Terminologie manifestieren, gibt es darüber hinaus in der Wahrnehmung von Tongeschlechtern und den damit verbundenen Tonarten das durchaus als kulturübergreifend anzusehende Phänomen, ihnen auch in geistigen oder körperlichen Dimensionen Eigenschaften zuzuschreiben, die über die pragmatische Ebene der terminologischen Begriffsunterscheidung weit hinausgehen.

### Orthografie
Die Bemühung, die Namen von Dur und Moll auch im Schriftbild zu unterscheiden, hat zahlreiche Schreibvarianten hervorgebracht. Die heute bevorzugte Schreibweise im Deutschen ist C-Dur und c-Moll, jedoch sind auch noch diverse alternative Schreibweisen im Gebrauch.

#### Akkordsigel
Bei dem aus dem englischsprachigen Raum stammenden und daher als minor zu lesenden Akkordsymbol „m“ (wie beim als „Am“ dargestellten A-Moll-Akkord) ist zu beachten, dass dieses sich ganz allgemein auf eine Akkordstruktur mit kleiner Terz bezieht (womit natürlich auch ein Mollakkord gemeint sein kann). Daher findet man für einen aus kleinen Terzen generierten Dreiklang, der aufgrund seiner verminderten Quinte als verminderter Akkord bezeichnet wird, neben dem Kürzel „dim“ (diminished ‚vermindert‘) in bestimmten harmonischen Zusammenhängen auch die Schreibweise „m−5“ oder „m5♭“ (kleine Terz, verminderte Quinte).

## Das „Mollproblem“ in der Musiktheorie
Während sich der Durdreiklang (Grundton, große Terz und reine Quinte) aus der Obertonreihe ableiten lässt, sind entsprechende Versuche für den Molldreiklang nicht in gleichem Maße schlüssig, weshalb die Erklärung des Molldreiklangs sich zu einem echten Problem, nämlich dem so genannten „Mollproblem“ ausweitete.

### Moll als Klangtrübung
Laut Paul Hindemith und vielen anderen entsteht der Mollakkord durch Tiefalteration („Trübung“) der großen Durterz, die er durch das Unvermögen des Hörers oder Instrumentalisten, bei gleitenden Tonhöhen (Glissando) zwischen Groß- und Kleinterz zu unterscheiden, legitimiert sah:

„Was ist aber der Molldreiklang wirklich? Ich halte ihn, einer auch nicht mehr ganz neuen Theorie folgend, für eine Trübung des Durdreiklangs. Da es nicht einmal möglich ist, kleine und große Terz einwandfrei gegeneinander abzugrenzen, glaube ich nicht an einen polaren Gegensatz der beiden Akkorde. Sie sind die hohe und tiefe, starke und schwache, helle und dunkle, eindringliche und matte Fassung ein und desselben Klanges.“

Bei dieser „Trübungstheorie“ wird der Mollakkord allerdings zu einem künstlich erzeugten Variantklang degradiert, der mit seinem Schwingungsverhältnis 4:44/5:6 keine Entsprechung in der Naturtonreihe aufweist. Die kleine Terz 6:5 entsteht dabei durch einen chromatischen Halbtonschritt abwärts (e–es in C-Dur/c-Moll), dem so genannten kleinen Chroma 25:24:
{\displaystyle {\frac {5}{4}}:{\frac {25}{24}}={\frac {6}{5}}} aus diesem ergibt sich auch das Verhältnis {\displaystyle {4}:({5}:{\tfrac {25}{24}}):6=4\,:\,4{\tfrac {4}{5}}\,:\,6}
Gegen eine solche Auffassung sprach sich bereits Johann Wolfgang von Goethe aus.

### Harmonischer Monismus
Werden die Intervalle eines Molldreiklangs – unabhängig von der jeweiligen Stimmung – als harmonisch-rein aufgefasst (also Prime 1:1, kleine Terz 6:5 und Quinte 3:2), so ergibt sich – analog zum Durdreiklang 4:5:6 – das Schwingungsverhältnis 10:12:15.
{\displaystyle {\frac {1}{1}}:{\frac {6}{5}}:{\frac {3}{2}}} auf einen Nenner gebracht = {\displaystyle {\frac {10}{10}}:{\frac {12}{10}}:{\frac {15}{10}}={\frac {10:12:15}{10}}\quad \ldots \quad 10\,:\,12\,:\,15}
Damit hat der Mollakkord zwar ebenfalls eine Entsprechung in der Obertonreihe, doch ist diese im Gegensatz zum Durakkord in mehrfacher Hinsicht problematisch:
 Dur und Moll in der Obertonreiheⓘ
Zum einen wird dieser Molldreiklang durch dazwischenliegende Teiltöne (11, 13, 14) unterbrochen, wodurch ihm ein komplexeres Schwingungsverhältnis als dem Durdreiklang zukommt, und zum anderen hat diese sog. „monistische“ (d. h. aus der Obertonreihe abgeleitete) Deutung des Mollakkordes keinen eindeutigen Grundton, da der „Erzeugerton“ der Obertonreihe (hier: C) nicht mit der Prim des Dreiklangs (hier: e2 in e-Moll) übereinstimmt.
Nach der Funktionstheorie Hugo Riemanns handelt es sich bei diesem e-Moll-Akkord um einen sog. „Leittonwechselklang“, eine „Scheinkonsonanz“, die sich aus den zwei benachbarten Durakkorden (C-Dur 8:10:12 und G-Dur 12:15:18) zusammensetzt und damit einem bitonalen Konstrukt gleichkommt.
Dies erschien vielen namhaften Musiktheoretikern des 19. und frühen 20. Jahrhunderts (etwa Moritz Hauptmann, Arthur von Oettingen, Hugo Riemann und Sigfrid Karg-Elert) dem Mollgeschlecht nicht angemessen, da sich sowohl aus dem komplexeren Schwingungsverhältnis, als auch aus dem doppelten Grundton auf einen dissonanten Klang schließen lässt.
Trotz der unterschiedlichen Lehrmeinungen, wie das „Mollproblem“ zu lösen sei, bleibt die Intonation des Mollakkordes selbst bis hierhin unberührt und die Ergebnisse der einen Theorie lassen sich in die der anderen umrechnen, wobei aus (rein) mathematischer Sicht dem einfachsten Zahlenverhältnis der Vorzug gebührt:

„Nun ja --
Daß aber noch heute bei sehr vielen Theoretikern der Mollakk. als ein Durakk.(!) mit alterierter(!!) Terz gilt, ist eher zum Weinen als zum Lachen! Ein Handwerker weiß um sein Material besser Bescheid, als diese Leute, die sich schließlich noch für ‚Musikgelehrte‘ halten … Der Durakkord ist in S-Auffassung [Schwingungsverhältnis] der Komplex von 1 3 5, resp. in enger Grundstellung 4 : 5 : 6. Der Mollakkord ist in S-Auffassung entweder 4 : 44/5(!) : 6 oder 10 : 12 : 15. Im letzten Falle hätte er keine Prime, auf die sich die 12 (d. i. 6 od. 3) beziehen könnte. Nun ist 4 : 44/5 : 6 gleich 20/5 : 24/5 : 30/5, d.i. gekürzt 10 : 12 : 15, d.i. ferner auf Generalzähler 60 gebracht: {\displaystyle {\tfrac {60\ 60\ 60}{6\ :\ 5\ :\ 4}}} gekürzt {\displaystyle {\overleftarrow {6:5:4}}}!“

#### Moll als Naturklang
Einige Musiktheoretiker (etwa Otakar Hostinský und Josef Achtélik) versuchten dagegen die Schwächen der „monistischen“ Moll-Theorie durch zwar einfachere Zahlenproportionen des Mollakkordes auszugleichen, jedoch kann dies nur auf Kosten der harmonisch-reinen Intonation geschehen. Zur Diskussion stand etwa der Komplex aus 6., 7., und 9. Oberton, der scheinbar einem g-Moll-Dreiklang (g–b–d) entspricht. Hierbei wird allerdings aus der reinen Kleinterz 6:5 die so genannte „septimale Kleinterz“ 7:6, die mit ihren 266,87 Cent um einen Viertelton (ca. 48,77 Cent) zu klein erscheint. Ein solcher Dreiklang 6:7:9 kann bestenfalls als Teil des Septnonenakkordes 4:5:6:7:9, also eines dissonanten(!), dominantischen(!) Dur(!)-Akkords aufgefasst werden, zudem ergäbe sich als dessen Durparallele (b–d–f) das (unbrauchbare) Schwingungsverhältnis 7:9:10½ = 14:18:21 Hörbeispielⓘ.
Noch problematischer ist der 11. Oberton, das sog. „Alphorn-fa“. Dieses liegt nun mit 551,318 Cent (für das Intervall 11:8) fast exakt zwischen den Tonstufen f (temperiert 500 Cent) und fis (600 Cent), und liefert damit „neutrale Terzen“ 11:9 (weder Dur noch Moll). Ein solcher neutraler Klang ergibt sich aus dem Schwingungsverhältnis 9:11:13½ = 18:22:27 (d–f/fis–a); beim 9., 11., und 15. Oberton (d–f/fis–h), einer Umkehrung des h-Moll-Akkordes, führt er dagegen zu einer verstimmten Wolfsquinte 22:15 (ca. 663 Cent) Hörbeispielⓘ.

### Harmonischer Dualismus
Die Deutung des Mollakkordes als „Unterklang“ mit dem Schwingungsverhältnis {\displaystyle {\tfrac {1}{4\ :\ 5\ :\ 6}}} (für Quinte:Terz:Prime, also in umgekehrter Reihenfolge!) – jener von Hindemith verworfene „polare Gegensatz“ – bringt ebenfalls erhebliche Probleme mit sich. Nach dieser Lehre (dem so genannten „harmonischen Dualismus“), der zu Beginn des 20. Jahrhunderts nahezu ein allgemeingültiger Konsens der Musikwissenschaft war, ist der Bezugston eines Molldreiklangs nicht dessen Prime, sondern seine Quinte, ohne allerdings die entsprechenden Konsequenzen für den musikalischen Satz zu bedenken bzw. zu fordern (etwa die Verdopplung der Quinte statt der gängigen Prime). Ferner wird dem objektiv verifizierbaren physikalischen Phänomen der Obertonreihe eine hypothetische, mathematisch konstruierte, reziproke Untertonreihe als gleichwertig gegenübergestellt:
 Moll und Dur in der Untertonreiheⓘ
Aus diesem resultiert der Mollakkord als intervallgetreue, spiegelsymmetrische Umkehrung des Durdreiklangs, wobei sich die Durterz – mathematisch betrachtet – als arithmetisches Mittel von Prime a=1:1 und Quinte b=3:2 und umgekehrt die Mollterz als deren harmonisches Mittel erschließt; eine Betrachtungsweise, die bereits Gioseffo Zarlino in „Le Istituzioni harmoniche“ (1558) in ähnlicher Weise beschrieben hat:
Das arithmetische Mittel {\displaystyle {\frac {1}{2}}\cdot (a+b)={\frac {1}{2}}\cdot \left({\frac {1}{1}}+{\frac {3}{2}}\right)={\frac {1}{2}}\cdot {\frac {2+3}{2}}={\frac {5}{4}}}.
Das harmonische Mittel {\displaystyle 2:\left({\frac {1}{a}}+{\frac {1}{b}}\right)=2:\left({\frac {1}{1}}+{\frac {2}{3}}\right)=2:{\frac {5}{3}}={\frac {6}{5}}}.
Zwar stellt der „harmonische Dualismus“ damit die angestrebte Gleichberechtigung von Dur und Moll her, doch erschien vielen Kritikern diese Herleitung (insbesondere die Bezeichnung v. Oettingens, Riemanns und Karg-Elerts eines c-Moll-Dreiklangs als „Unter-g“ – mit der Chiffre °g, im Gegensatz zu c+ für C-Dur) nicht nur unnötig kompliziert:

„Aber so gelehrt bin ich schon lange nicht mehr angehaucht gewesen, dass ich mich für den Dualismus und die Bezeichnung des Moll-Akkordes entscheiden sollte.“

Dies war vielmehr auch praxisfern und mit den Ergebnissen der Musikpsychologie unvereinbar.

### Moll in der musikalischen Praxis
Das „Mollproblem“ bleibt damit zwar eines der ungelösten Schismen der Musiktheorie, doch hat es in der musikalischen Praxis kaum eine Bedeutung. Allerdings mag das Nebeneinander der drei verschiedenen Molltonleitern und die künstlich erhöhte Picardische Terz am Ende eines Musikstücks in der weniger stark ausgeprägten Grundton-Empfindung der Mollharmonik seinen Ursprung haben. Insbesondere die Komponisten der Romantik und Spätromantik, also eben die Komponisten jener Zeit, in der das Moll zu einem „Problem“ stilisiert wurde, sahen in der latenten Ambivalenz des Mollgeschlechts keinen Nach-, sondern im Gegenteil einen Vorteil. Die heute übliche Harmonielehre (etwa die Hermann Grabners oder Wilhelm Malers) kommt ihnen insofern entgegen, als dass sie sich des spekulativen Überbaus der Riemannschen Funktionstheorie sukzessive entledigte und sich mehr und mehr an den Verhältnissen der temperierten Stimmung orientiert.

## Molltonleitern
In der musikalische Praxis erlaubten und erforderten Molltonarten von jeher eine Reihe harmonisch oder melodisch bedingter Tonhöhenoptionen, die sich nachträglich – und teilweise völlig losgelöst vom musikalischen Denken der historischen oder auch aktuellen Musikpraxis – seitens der zumeist um strenge Systematisierung bemühten, dadurch aber oftmals ahistorisch ausgerichteten Musikwissenschaft in der Konstruktion unterschiedlich strukturierter und unterschiedlich benannter Modelle mit skalarer Darstellungsweise niedergeschlagen haben.
Diese im Verlauf des 19. Jahrhunderts sowohl in die Allgemeine Musiklehre und die Lehrinhalte der Musikpädagogik als auch in den Tonleiterbestand der rezenten Akkord-Skalen-Theorie eingeflossen Modelle, die eine in der Realität der musikalischen Praxis vielgestaltige Handhabung des Tonmaterials in Moll in Form einiger weniger Tonleitern darzustellen versuchen, sind seit der zweiten Hälfte des 20. Jahrhunderts insbesondere seitens der auch an Musikhochschulen zunehmend an Einfluss gewinnenden historisch informierten Tonsatzlehre zunehmend in die Kritik geraten:

„Unsinnig ist die Aufteilung der Elementarlehre in drei Arten Moll, in drei Molltonleitern. Da sie aber noch allgemein gelehrt wird, sollte man zwar keinen Gebrauch von ihr machen, sie aber kennen.“

Diese Molltonleitern und einige der von ihnen ableitbaren Varianten werden nachfolgend dargestellt.

### Schematische Darstellung der Molltonleitern

Natürliches Moll
Harmonisches Moll
Melodisches Moll
Zigeunermoll

### Natürliches Moll
Die natürliche Molltonleiter oder reine Molltonleiter des „reinen“ bzw. „äolischen Molls“ oder „Naturmolls“ ist eine heptatonische Tonleiter mit Halbtonschritten zwischen der zweiten und dritten sowie der fünften und sechsten Stufe und Ganztonschritten zwischen den übrigen.
Die natürliche a-Moll-Tonleiter besteht ausschließlich aus Stammtönen: A, H, C, D, E, F, G, A.

### Harmonisches Moll

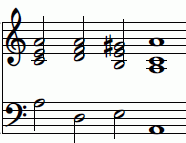
a-Moll, d-Moll, E-Dur
a-Moll-Kadenz mit Dominant-Dur-Dreiklang

Um die aus Dur-Kadenzen bekannte leittönige Schlusswirkung beispielsweise eines Dur-Dominantseptakkord zur Tonika auch in Moll zu erzielen, wird die siebte Tonleiterstufe im natürlichen Moll zur Erzeugung einer dominantischen Funktion um einen Halbton zur Durterz über der fünften Stufe erhöht. Gleichzeitig erhält der dergestalt alterierte Ton die Funktion eines aufwärtsführenden Leittons zum Grundton der Skala. Da die Hochalteration der siebten Stufe jedoch primär harmonisch legitimiert ist, wurde die nunmehr entstandene Skalenstruktur als harmonische Molltonleiter bezeichnet.
Die harmonische Molltonleiter in A-Moll: A, H, C, D, E, F, Gis, (A).

#### Hiatus und übermäßige Sekunde
Die gelegentlich synonym verwendeten Begriffe Hiatus und übermäßige Sekunde bezeichnen unterschiedliche Sachverhalte, die sich in der musikalischen Praxis auch unterschiedlich manifestieren.
Zwischen sechster und im Verhältnis zum reinen Moll erhöhter siebter Stufe entsteht in der allgemein üblichen Darstellung des harmonischen Moll als Materialskala zwar eine übermäßige Sekunde (Schrittweite: drei Halbtöne), die aber aufgrund der harmonischen Fundierung der Skala für die kompositorische Praxis kein melodisch realisierbares Intervall darstellt und im Tonsatz als „totes Intervall“ mit beispielsweise durch Phrasengrenzen trennender Wirkung behandelt, und in dieser Eigenschaft als Hiatus (‚Kluft‘, auch ‚Stimmabsatz‘) bezeichnet wird.
Für den französischen Musiktheoretiker Jean-Philippe Rameau, dessen System auf Akkordverbindungen im Quintabstand und gemeinsamen Tönen zwischen diesen beruhte, bedeutete eine Akkordfolge von der Moll-Subdominante zur Dur-Dominante (in A-Moll: von Dm nach E) durch den Ganztonschritt der Grundtöne und dem Fehlen gemeinsamer Töne einen Systembruch, den er erst später durch den double emploi, der Interpretation der Subdominante mit Sixte ajoutée vor einem Dominantakkord als Doppeldominante (IV6 gleich II7-V) aufzulösen vermochte. Das Unharmonische der Harmonisierung der Aufeinanderfolge von sechster und erhöhter siebter Stufe durch Akkorde mit benachbarten Grundtönen auf der vierten und fünften Stufe veranlasste ihn, von einem Bruch („Hiatus“) in der harmonischen Abfolge der Skalentöne von Moll auszugehen. Daher interpretierte er die harmonisch legitimierte Molltonleiter (beispielsweise mit der Molltonika auf A) als GIS-A H c d e f (ohne abschließende Oktave). Erst die von ihm erstmals auch theoretisch thematisierte zusätzliche Erhöhung der sechsten Stufe zur melodischen Molltonleiter erlaubte die Darstellung z. B. von A-Moll im heute üblichen Oktavambitus von A bis a.
Als melodisches Intervall wurde der übermäßige Ganztonschritt aufgrund seiner als unharmonisch empfundenen komplizierten Schwingungszahlenproportion (75:64 in reiner Stimmung) in der abendländischen Kompositionspraxis lange Zeit vermieden und sowohl in der Skalendarstellung als auch durch die Melodieführung (beispielsweise bei Johann Sebastian Bach häufig durch einen verminderten Septimsprung abwärts: e-f GIS-A) umgangen oder als totes Intervall zwischen Phrasengrenzen neutralisiert, z. B. in der Aufeinanderfolge einer auf der Moll-Subdominante in Terzlage endenden, und einer mit der Dur-Dominante in Terzlage beginnenden Phrase: Am7 (Septimlage) - Dm (Terzlage) // E7 (Terzlage) - Am (Oktavlage).
Im Gegensatz zum Hiatus hat die übermäßige Sekunde beispielsweise in den sogenannten Zigeunertonleitern keine trennende Wirkung, sondern verbindet die beiden Intervalltöne durch einen übermäßigen Ganztonschritt, der hier explizit als stiltypisches Merkmal der Melodieführung Verwendung findet.

#### Ungarische Tonleiter (Zigeunermoll)
Diese französisch als mode hongrois (ungarischer Modus), im deutschsprachigen Raum auch als „Zigeunermoll“ bezeichnete Tonleiter wird von einigen Autoren vom harmonischen Moll abgeleitet, bei dem durch die erhöhte vierte Stufe ein zusätzlicher Leitton zur fünften Stufe gebildet wird. Dadurch entsteht zusätzlich zur sechsten und siebten Stufe ein weiterer übermäßiger Sekundschritt zwischen der dritten und vierten Tonleiterstufe. Aufgrund des Unterschiedes zwischen dem Hiatus der harmonischen Molltonleiter, dessen trennende Wirkung beispielsweise durch Mittel der musikalischen Formgebung realisiert wird, und dem bewusst als Melodieschritt verwendeten Stilmittel des übermäßigen Ganztonschritts in den „Zigeunerskalen“ erscheint eine solche Ableitung des mode hongrois jedoch als problematisch.
Die Töne der a-Zigeunermoll-Tonleiter sind: A, H, C, Dis, E, F, Gis, A.
Die im Kontext europäischer Kunstmusik ungewohnte Verwendung übermäßiger Sekunden als exponierte melodische Intervalle wurde seit dem frühen 19. Jahrhundert zu einem der Merkmale des von der Musik der ungarischen Roma inspirierten „ungarischen Stils“ (style hongrois) im Schaffen von Komponisten wie Joseph Haydn und Franz Liszt.

#### HM5
In der Akkord-Skalen-Theorie der Jazzpraxis gibt es innerhalb des Mollsystems für den Dur-Dominantseptakkord auf der 5. Stufe in Moll eine Improvisationsskala, die mit dem 5. Ton der harmonischen Molltonleiter beginnt und mit dem Kürzel HM5 bezeichne wird.

### Melodisches Moll
Um das Problem des Hiatus im harmonischen Moll zu lösen und damit eine bruchlose Darstellung der Molltonleiter vom Grundton aus zu ermöglichen, erhöhte der französische Musiktheoretiker Jean-Philippe Rameau in einer aufwärtsgerichteten Moll-Melodie mit harmonischem Leitton auch die sechste Tonleiterstufe (siehe Schlusstakte des Beispiels) und ermöglichte dadurch die Harmonisierung der Stufen sechs bis acht durch eine Akkordfolge, deren quintverwandte Grundtöne auf den Akkord-Stufen II-V-I (in A-Moll: Hm-E-Am) lagen. Damit entspricht die so gewonnene Skala bis auf die Mollterz der Durskala.
Da der künstlich erzeugte Leitton beim Abwärtsgehen entfallen kann, besteht auch keine Notwendigkeit zur Erhöhung der sechsten Stufe, so dass hier die Töne des natürlichen Moll verwendet werden können. Das in Aufwärts- und Abwärtsrichtung unterschiedliche Tonmaterial wird in der Musiktheorie als melodische Molltonleiter dargestellt.
Die Tonstufen der melodischen a-Moll-Tonleiter aufwärts sind: A, H, C, D, E, Fis, Gis, A.
In der Akkord-Skalen-Theorie ist die je nach Aufwärts- oder Abwärtsbewegung unterschiedliche Form der Leiter unbrauchbar. Man verwendet daher hier nur die Aufwärtsform und bezeichnet sie als „Melodisch Moll aufwärts“ (kurz „MMA“).

## Beziehungen zu Dur

### Durvariante
Die Varianttonart einer Tonart hat denselben Grundton (beispielsweise a-Moll und A-Dur), aufgrund der bei Dur und Moll unterschiedlichen Skalenstruktur jedoch unterschiedliches Tonmaterial und somit in der Notation andere Vorzeichen.

### Durparallele
Zu jeder Molltonart gibt es eine Paralleltonart in Dur, auch Durparallele genannt, die mit der gleichen Vorzeichnung notiert wird. Der Abstand zwischen einer Molltonart und ihrer Durparallele beträgt eine kleine Terz aufwärts (beispielsweise a-Moll – C-Dur). Eine Identität des Tonmaterials zwischen Molltonart und Durparallele besteht nur beim natürlichen Moll.

### Die unterschiedliche Wirkung von Dur und Moll
Von den meisten Menschen werden Dur und Moll Hinsicht unterschiedlich wahrgenommen. Neueren wissenschaftlichen Untersuchungen zufolge fehlt jedoch Kleinkindern die Fähigkeit einer solchen Unterscheidung und bildet sich erst ab einem Alter von ca. sechs Jahren heraus.
Aussagen über die Semantik der großen und kleinen Terz finden sich bereits bei Musiktheoretikern wie Gioseffo Zarlino (1558), aber erst seit der zweiten Hälfte des 18. Jahrhunderts wurden Dur und Moll zunehmend mit „fröhlich“ bzw. „traurig“ in Verbindung gebracht.
Diese Assoziationen sind aber fragwürdig, denn der emotionale Charakter einer Musik wird unabhängig vom Tongeschlecht auch durch andere Komponenten wie Melodieführung, Rhythmus und Tempo bestimmt.
Häufig begegnet man auch einer von emotionalen Aspekten unabhängigeren synästhetischen Charakterisierung von Dur und Moll durch Adjektive, die dem Bereich der visuellen Wahrnehmung entlehnt sind. So wird Dur gern als „hell“, „klar“ oder „strahlend“, Moll als „dunkel“, „düster“ oder „trübe“ beschrieben.
Ein akustischer Grund für die unterschiedliche Wirkung von Dur und Moll könnte darin liegen, dass der Molldreiklang – verglichen mit dem Durdreiklang – einen geringeren Klangwert (Konsonanzgrad) hat. Für den erwähnten Klangwertunterschied zwischen Dur- und Molldreiklang werden mehrere voneinander unabhängige Gründe herangezogen:
- In der Obertonreihe z. B. des (großen) C ist ein C-Dur-Dreiklang als vierter, fünfter und sechster Oberton enthalten: c’ – e’ – g’, wobei der Grundton als erster „Oberton“ mitgezählt wurde. Der c-Moll-Dreiklang kommt jedoch in der Obertonreihe des C nicht vor.
 Die hierdurch bedingte unterschiedliche Klangqualität von Dur- und Molldreiklang lässt sich durch ein Experiment am Klavier verdeutlichen: Schlägt man mit der linken Hand ein C an und gleichzeitig mit der rechten Hand einen Durakkord bestehend aus c’, e’ und g’, so ergibt sich ein vollkommen konsonanter Klang. Ersetzt man jedoch hierbei den Dur- durch einen Molldreiklang (c’, es’, g’), so reibt sich die Mollterz es’ mit dem e’, das als 5. Oberton des Grundtons C mitschwingt, so dass man den Eindruck eines eher dissonanten Klangs gewinnt. Das Experiment funktioniert bei reiner Stimmung noch besser als bei gleichstufiger.
- Zum Vergleich von Dur- und Molldreiklang kann man auch das Phänomen der Kombinationstöne heranziehen. Hier genügt bereits eine Betrachtung der Differenztöne 1. Ordnung, deren Frequenzen sich aus der Frequenzdifferenz der beteiligten Einzeltöne ergeben. Beim C-Dur-Dreiklang (c’ – e’ – g’) ergeben sich als Differenztöne aller enthaltenen Intervalle (Quint, große und kleine Terz): c, C und C, beim c-Moll-Dreiklang (c’ – es’ – g’) entsprechend: c, As1 und Es. Die Kombinationstonverhältnisse sind also beim Mollakkord deutlich komplizierter und „belastender“ als beim Durakkord.

Keine Rolle spielen die oben beschriebenen akustischen Unterschiede in einer Theorie des Psychologen Norman Cook, der auf eine andere Weise die unterschiedliche Wirkung des Dur- und Molldreiklangs zu begründen versucht, indem er eine Verbindung zum urtümlichen, tierischen und menschlichen Lautgebaren konstruiert.